# Safar Safar ogly Gulijew

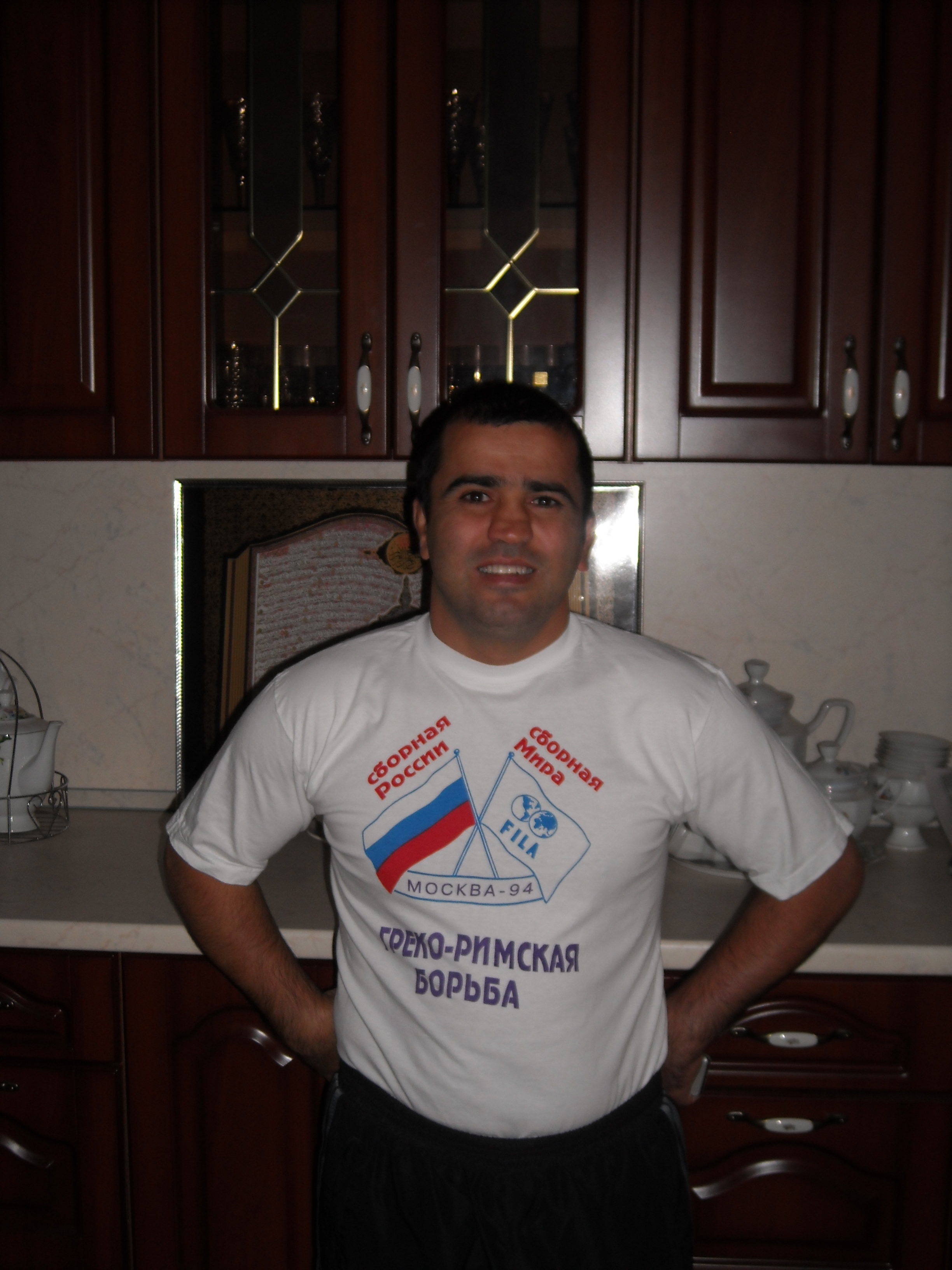
Safar Gulijew im Jahr 2009

Safar Safar ogly Gulijew (russisch Зафар Сафар оглы Гулиев, aserbaidschanisch Zəfər Quliyev; * 17. Juni 1972 in Lüvəsər, Aserbaidschanische SSR, Sowjetunion) ist ein ehemaliger russischer Ringer. Er gewann bei den Olympischen Spielen 1996 eine Bronzemedaille und war dreimal Europameister im griechisch-römischen Stil im Papiergewicht.

## Werdegang
Safar Gulijew begann als Jugendlicher 1985 mit dem Ringen. Nach ersten Erfolgen im nationalen Bereich ging der 1,54 Meter große Athlet, der immer im Papiergewicht, der leichtesten Gewichtsklasse rang, zum Sportclub Dinamo Uljanowsk. Dort wurde er von A. Winnik trainiert. In der Saison 1995/96 startete er für die RWG Mömbris-Königshofen in der deutschen Bundesliga und bestritt für diesen Verein insgesamt sieben Kämpfe. Kurz vor Beginn der Endrunde um die deutsche Mannschaftsmeisterschaft kehrte er aber, ohne seinen Verein zu benachrichtigen, nach Russland zurück, weil dieser zusätzliche finanzielle Forderungen von ihm nicht erfüllen wollte. In Mömbris erhielt er deshalb den wenig schmeichelhaften Namen „Der Weihnachtsflüchtling“.
In der zerfallenden Sowjetunion begann seine internationale Karriere im Jahre 1992. Er startete in diesem Jahr für die Gemeinschaft Unabhängiger Staaten (GUS) und entschied sich 1993 künftig für Russland an den Start zu gehen.
1992 wurde er vom russischen Ringerverband bei der Europameisterschaft in Kopenhagen eingesetzt. Er belegte dort hinter Lars Rønningen aus Norwegen und Iliuță Dăscălescu aus Rumänien den 3. Platz. Dabei siegte er u. a. über den deutschen Starter Fuat Yıldız überlegen mit 17:0 Punkten, verlor aber im Poolfinale gegen Lars Rønningen. Die EM-Bronzemedaille erkämpfte er sich mit einem Sieg über den Italiener Francesco Costantino. Bei den Olympischen Spielen dieses Jahres in Barcelona war er nicht am Start. Hier setzte die GUS Oleg Kutscherenko ein, der auch Olympiasieger wurde. Safar Gulijew startete 1992 aber noch bei der Junioren-Europameisterschaft (Espoirs) in Székesfehérvár und gewann dort den Titel vor dem Armenier Vardan Palojan.
1993 wurde Safar Gulijew bei der Europameisterschaft in Istanbul erstmals Europameister im Papiergewicht. Es gelangen ihm dort Siege über Andrzej Głąb aus Polen, Michael Zdetovetsky, Lettland, Gela Papaschwili aus Georgien Alexander Mater Bortschuk aus der Ukraine und im Finale über den aus der Sowjetunion stammenden Israeli Nick Zagranitschni. Da Olympiasieger Oleg Kutscherenko inzwischen nach Deutschland ausgewandert war, startete Gulijew auch bei der Weltmeisterschaft 1993 in Stockholm. Er besiegte dort u. a. in einem Poolkampf Stefan Gartmann aus Deutschland hoch nach Punkten, unterlag aber im Finale dem Südkoreaner Sim Gwon-ho mit 0:5 techn. Punkten und wurde damit Vize-Weltmeister.
Im Jahre 1994 wurde Safar Gulijew in Athen erneut Europameister. Im Finale nahm er dabei dem Ungarn József Hamzók durch eine imponierende Aktion binnen 15 Sekunden acht Punkte ab, so dass dieser resignierte und aufgab. Bei der Weltmeisterschaft 1994 in Tampere schied er früh aus und belegte nur den 14. Platz. Es konnte leider nicht ermittelt werden, gegen wen er die Niederlage, die sein frühes Ausscheiden bedeutete, erlitt, weil sich alle Quellen darüber ausschweigen.
Bei der Europameisterschaft 1995 in Besançon konnte Safar Gulijew seinen Titel nicht verteidigen. Er unterlag dort im Finale dem aus Armenien stammenden, für Griechenland startenden, Ioannis Agatzanjan mit 3:5 techn. Punkten. Bei der Weltmeisterschaft 1995 in Prag unterlag er im Poolfinale gegen Sim Gwon-ho, besiegte aber im Kampf um die WM-Bronzemedaille Oleg Kutscherenko mit 6:0 techn. Punkten.
1996 gewann Safar Gulijew in Budapest zum dritten Mal den Europameistertitel. Er siegte dabei über Wjatscheslaw Sergijenko aus der Ukraine, Marian Manolescu aus Rumänien, Nick Zagranitschni, Francesco Cosentino und Ioannis Agatzanjan und revanchierte sich damit für die Niederlage im Finale der Europameisterschaft 1995.
Bei den Olympischen Spielen 1996 in Atlanta sorgte Safar Gulijew aber wiederum für einen Skandal. Er erkämpfte sich dort, nachdem er in seinem ersten Kampf gegen Sim Gwon-ho mit 1:2 techn. Punkten unterlegen war, mit Siegen über Mujaahid Maynard, USA, Bayram Özdemir, Türkei, Gela Papaschwili aus Georgien und Kang Yong-gyun aus Nordkorea die Bronzemedaille. Anschließend wurde er aber des Dopings überführt und ihm die Bronzemedaille aberkannt. Er hatte das verbotene Aufputschmittel Bromantan eingenommen. Auf einen russischen Protest hin wurde ihm aber die Bronzemedaille wieder zugestanden, weil angeblich bei der Sicherung der Dopingprobe vom zuständigen Labor Fehler gemacht worden waren. In den Listen über Dopingfälle bei Olympischen Spielen wird er aber weiterhin geführt.
Nach den Olympischen Spielen wurde Safar Gulijew bei keinen internationalen Meisterschaft mehr eingesetzt. Über seinen weiteren Lebensweg ist nichts bekannt.

## Internationale Erfolge
| Jahr | Platz  | Wettbewerb                                               | Gewichtsklasse | |
| 1992 | 3.     | EM in Kopenhagen                                         | Papier         | hinter Lars Rønningen, Norwegen u. Iliuță Dăscălescu, Rumänien, vor Francesco Costantino, Italien u. Fuat Yıldız, Deutschland                                  |
| 1992 | 1.     | Großer Preis von Deutschland in Kelheim                  | Papier         | vor Fuat Yıldız, Lars Rønningen, Ramiz Celik, Türkei u. Iliuță Dăscălescu                                                                                      |
| 1992 | 1.     | Junioren-Europameisterschaft (Espoirs) in Székesfehérvár | Papier         | vor Vardan Palojan, Armenien u. Witali Cheban, Moldawien |
| 1992 | 3.     | Welt-Cup in Besançon                                     | Papier         | hinter Wilber Sánchez, Kuba u. Isaac Ramaswany, USA |
| 1993 | 2.     | Intern. USA-Meisterschaften in Concord                   | Papier         | hinter Wilber Sánchez, vor Hiroshi Kado, Japan u. Mujaahid Maynard, USA                                                                                        |
| 1993 | 1.     | EM 1993 in Istanbul                                      | Papier         | vor Nick Zagranitschni, Israel, Gela Papaschwili, Georgien u. Fariborz Besarati, Schweden                                                                      |
| 1993 | 2.     | WM in Stockholm                                          | Papier         | hinter Wilber Sánchez, vor Sim Gwon-ho, Südkorea, Vardan Palojan u. Stefan Gartmann, Deutschland                                                               |
| 1994 | 1.     | EM in Athen                                              | Papier         | vor József Hamzók, Ungarn, Ioannis Agatzanjan, Griechenland u. Alexander Mater Bortschuk, Ukraine                                                              |
| 1994 | 14.    | WM in Tampere                                            | Papier         | Sieger: Wilber Sánchez vor Aljaksandr Paulau, Belarus u. Gela Papaschwili                                                                                      |
| 1995 | 2.     | EM Papier                                                | in Besançon    | hinter Ioannis Agatzanjan, vor Oleg Kutscherenko, Deutschland u. Aljaksandr Paulau                                                                             |
| 1995 | 3.     | WM in Prag                                               | Papier         | hinter Sim Gwon-ho u. Hiroshi Kado, vor Oleg Kutscherenko u. Mujaahid Maynard                                                                                  |
| 1996 | 1.     | EM in Budapest                                           | Papier         | vor Ioannis Agatzanjan, Francesco Costantino, Piotr Jabłoński, Polen u. Aljaksandr Paulau                                                                      |
| 1996 | Bronze | OS in Atlanta                                            | Papier         | nach einer Niederlage gegen Sim Gwon-ho, mit Siegen über Hiroshi Kado, Mujaahid Maynard, Bayram Özdemir, Türkei, Gela Papaschwili u. Kang Yong-gyun, Nordkorea |

Anm.: alle Wettbewerbe im griechisch-römischen Stil, OS = Olympische Spiele, WM = Weltmeisterschaft, EM = Europameisterschaft, Papiergewicht, damals bis 48 kg Körpergewicht